# Snoqualmie (Washington)
Snoqualmie (pronunciado [snoʊˈkwɔːlmi]) es la ciudad donde se encuentran las Snoqualmie Falls en el condado de King. La ciudad es la sede de un museo dedicado al Ferrocarril Northern Pacific.  Según el estimado del año 2019 la ciudad tendría una población de 13,622 habitantes.
Muchas de las escenas exteriores de la serie de televisión Twin Peaks, de David Lynch, y de la película Fire Walk With Me, fueron filmados en Snoqualmie y en las ciudades vecinas de North Bend y Fall City. Es especialmente famosa la primera escena de la serie, en la que aparece la cascada de Snoqualmie, entre otros lugares.

## Etimología
El nombre Snoqualmie proviene del idioma Lushootseed, de la expresión s·dukʷalbixʷ, que generalmente ha sido interpretada como "gente feroz", en referencia a la tribu Snoqualmie, que vivía en el valle homónimo donde se asienta la ciudad.

## Historia
La primera referencia escrita sobre la exploración del valle Snoqualmie proviene de las anotaciones de Samuel Hancock, quien en 1851 se aventuró río arriba por territorio de la tribu Snoqualmie en busca de yacimientos de carbón.  Cerca de la actual localización de Meadowbrook Bridge (en Lake City, Seattle), Hancock fue informado por sus guías de que más allá había una tierra llamada “Hyas Kloshe Illahee” (“tierra buena/productiva”).  Hancock regresó con esta valiosa información al área de la actual Tacoma.
Durante la década de 1850, las tensiones aumentaron mucho entre la población nativa y los colonos que reclamaban la tierra para ellos.  En 1856, en respuesta a estas tensiones, fue construido el Fuerte Alden en el área del actual Snoqualmie. Pero como no se produjeron alianzas combativas de las tribus del este y de las del oeste, la amenaza se desvaneció y el Fuerte Alden fue abandonado, al igual que lo fueron otros fuertes construidos durante esos años.
El pionero más afortunado en el valle fue Jeremiah Borst, que llegó en la primavera de 1858 atravesando las montañas desde el este por la senda del río Cedar. Borst se asentó en lo que había sido el Fuerte Alden y se dedicó producir carne de cerdo y manzanas. Con el dinero obtenido de la venta de sus productos en Seattle, se dedicó a comprar más tierras de los alrededores a los otros colonos.
Pero a pesar de lo beneficiosa que era una granja, otros colonos se dedicaron a otras profesiones. El primer aserradero de Snoqualmie fue construido hacia 1872 por Watson Allen en Tokul Creek. Cinco años después ya había 12 aserraderos operando en las riveras del río Snoqualmie proporcionando madera a toda la región de Seattle. En 15 años, los trabajos de aserraderos empleaban a 140 hombre y enviaban millones de maderos río abajo.
En 1882, fue fundada la Hop Growers Association por tres socios asentados en el estrecho de Puget, quienes usaron las tierras adquiridas por Jeremiah Borst para crear una granja que llegó a tener una extensión de 6,1 km² (1.500 acres), de los cuales 3,6 km² (900 acres) se dedicaron exclusivamente a la producción de lúpulo. Inicialmente el proyecto fue muy exitoso, y fue denominado como "El mayor rancho de lúpulo del mundo", pero una combinación de plagas y malos precios en el mercado lo hicieron desaparecer a finales de la década de 1890.
A finales de la década de 1900, el estrecho de Puget estaba creciendo en población y actividad comercial, pero al margen de los grandes ejes ferroviarios. Decididos a solventar este aislamiento, un grupo de empresarios de Seattle emprendieron la iniciativa de construir un ferrocarril que atravesase las Cascade Mountains. El ferrocarril Seattle, Lake Shore & Eastern abrió al mundo los ricos recursos naturales del valle Snoqualmie y atrajo numerosos visitantes que se acercaban a esta tierra para maravillarse con las Snoqualmie Falls.
Naturalmente, este repentino aumento masivo del interés en la región de Snoqualmie provocó un marcado incremento de la especulación. Inicialmente fue presentado un plan de desarrollo de Snoqualmie en febrero de 1889 por Will Tylor. Pero ese mismo agosto fue presentado otro plan por inversores de Seattle, que denominaba a la ciudad Snoqualmie Falls (Cascada de Snoqualmie). La historia oral nombra como los primeros residentes de Snoqualmie a Edmund y Louisa Kinsey, quienes establecieron el primer hotel, tienda de ultramarinos, sala de baile, sastrería y oficina de correos, además de colaborar en la construcción de la primera iglesia de la ciudad. Dos de sus seis hijos son famosos por haber retratado fotográficamente las primeras construcciones en madera de la región.
La primera central hidroeléctrica fue construida en los últimos años de la década de 1890 por Charles Baker, uno de los inversores de Seattle que participaron en la planificación de la ciudad. Esta central proporcionó energía eléctrica y trabajo a la región, y una pequeña barriada fue construida en las cercanías de las cascadas para los obreros. Más de un siglo después los generadores originales de Baker siguen trabajando para la compañía energética Puget Sound Energy.
La votación oficial que cambió el nombre de “Snoqualmie Falls” por el de Ciudad de Snoqualmie ocurrió en 1903. En aquel tiempo el precio de la tierra no había parado de aumentar desde 1889, aunque estos precios no representaban la realidad económica de la región. En respuesta a estos altos precios se ha creado en la población un alto "espíritu comunitario", construyendo donde ellos querían independientemente de intereses o de la propiedad de la tierra.  El principal reto del primer ayuntamiento fue la disminución de los precios y la migración de los derechos de estos edificios para hacerlos públicos de paso libre, estableciéndose la estructura de la ciudad, que perdura hasta nuestros días.
En 1917, una nueva serrería eléctrica (la segunda que se abrió en Estados Unidos) fue instalada en las riveras del Snoqualmie. Durante la primera mitad del siglo XX, la industria maderera proporcionó a la ciudad ingresos y trabajo estable, a pesar de que la Primera Guerra Mundial restase trabajadores y la Gran Depresión, que afectó a todo el país.
Esta prosperidad fue moderada durante la Gran Depresión, y con los cambios de cultura y movilidad que afectó a la segunda mitad del siglo, Snoqualmie y la región cayeron en el estancamiento. Cuando fue construida la US-10 (actual Interstate 90) a través de las Cascades la ciudad adquirió una mejor comunicación y el comercio giró hacia el este (hacia North Bend) y el oeste (hacia Bellevue e Issaquah).

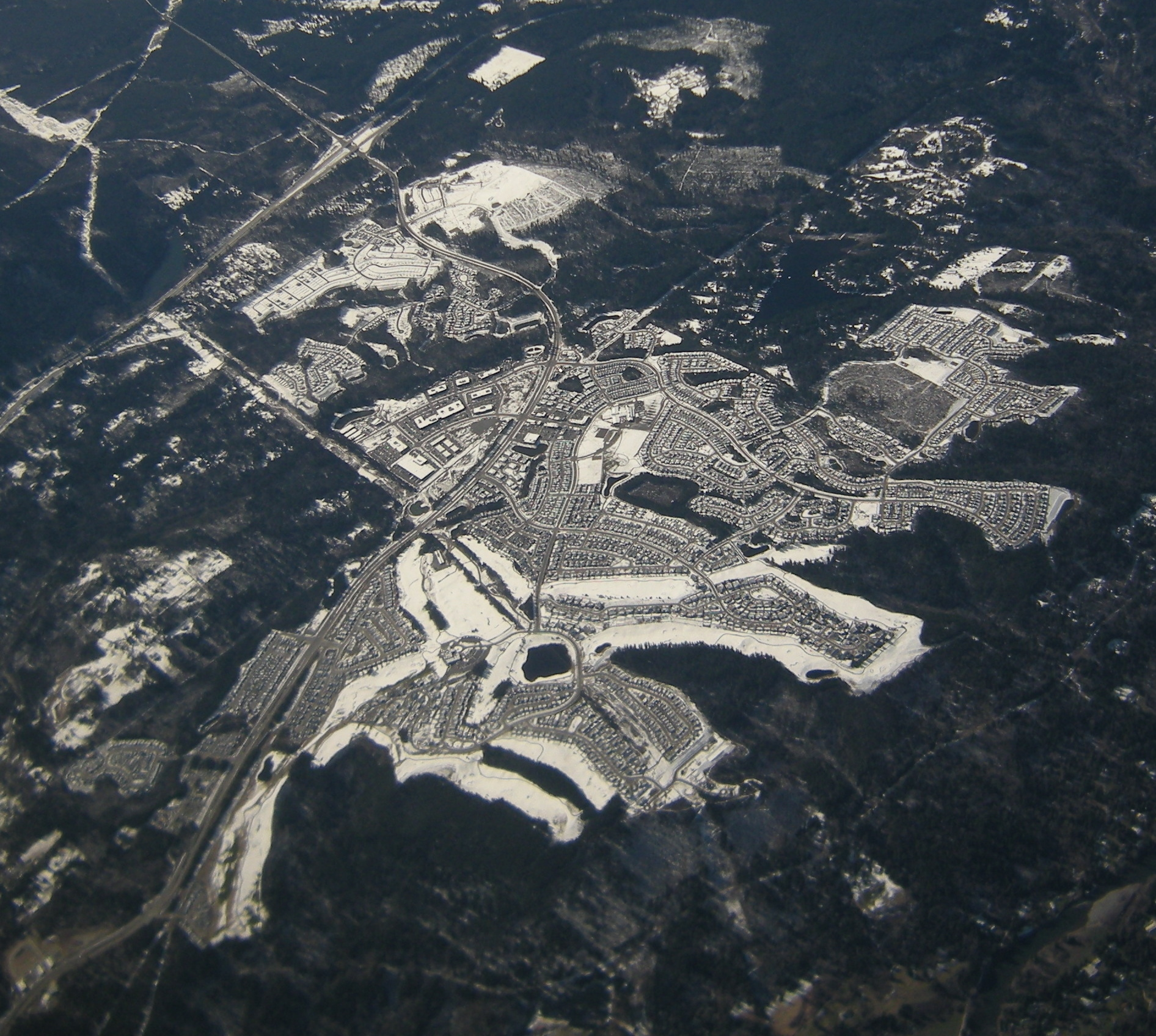
Imagen aérea de Snoqualmie Ridge un día nevado de 2009.

En la década de los sesenta, las casas que construyó la compañía de "Snoqualmie Falls" fueron trasladadas a otras localizaciones del valle y la ciudad estabilizó su crecimiento en unas 11 personas más por año en los siguientes 30 años (de 1.216 en 1960 a 1.546 en 1990).
Este lento crecimiento continuó hasta mediados de la década de 1990, cuando la ciudad anexionó 5,3 km² (1300 acres) de terreno sin explotar que fue empleado en el "Plan Maestro" de desarrollo de la comunidad de Snoqualmie Ridge. El plan para esta nueva vecindad incluye viviendas para más de 8.000 nuevos residentes, dos centros comerciales, un parque empresarial, y un campo de golf privado que puede celebrar competiciones de la PGA Tour. El resultado de la afluencia de nuevos residentes y negocios es un reto para el Ayuntamiento, que debe equilibrar el deseo de la población de mantener el sentimiento de ambiente rural e histórico, con las nuevas necesidades de una población significativamente mayor que ya había existido en el pasado en el valle. El centro histórico de la ciudad ha experimentado una importante renovación para mejorar sus infraestructuras y hacer la región más atractiva para los visitantes que acuden a disfrutar de las atracciones naturales del valle.

## Geografía
Snoqualmie está situada a 47°31′59″N 121°50′40″O / 47.53306, -121.84444 (47.532934, -121.844341).
La ciudad está a 124 metros (410 ft) sobre el nivel del mar.
De acuerdo con el United States Census Bureau, la ciudad tiene un área total de 13,4 km² (5,2 millas²), de los cuales, 13,3 km² (5,1 millas²) están en tierra y el resto (0,58%) son agua.

### Municipios Limítrofes
| Noroeste: Fall City | Norte: | Noreste:            |
| Oeste: Preston      |        | Este:               |
| Suroeste:           | Sur:   | Sureste: North Bend |

## Economía
Hasta finales del siglo XX, la industria maderera y las operaciones de la compañía Weyerhaeuser fueron la base de la economía local.  En 1989 la compañía disminuyó mucho el tamaño de su planta de Snoqualmie.  Mientras que las granjas lácteas fueron una industria significativa en la década de 1950, la agricultura ha dejado de ser una fuente significativa de ingresos para la comunidad.  Con la construcción de la autopista Interstate 90 en la década de 1970, Snoqualmie se hizo más accesible a Seattle y la zona este del Condado de King, llegando nuevos residentes que tienen su trabajo en la zona este.  Además, el parque empresarial de Snoqualmie Ridge emplea actualmente a unas mil personas y continua en expansión.
En la actualidad, los paisajes naturales y el centro histórico de la ciudad están atrayendo un creciente número de turismo hacia la ciudad.  Además de las cascadas, la ciudad es la sede de un museo dedicado al ferrocarril Northwest Pacific Railway, que muestra gran número de locomotoras y vagones centenarios, así como la antigua estación de ferrocarril de la ciudad, convertida en museo y en perfecto estado de conservación.

## Demografía
| Gráfica de evolución demográfica de Everett entre 1910 y 2008       |
|                                                                     |
| Fuente:United States Census Bureau Gráfica elaborada por: Wikipedia |

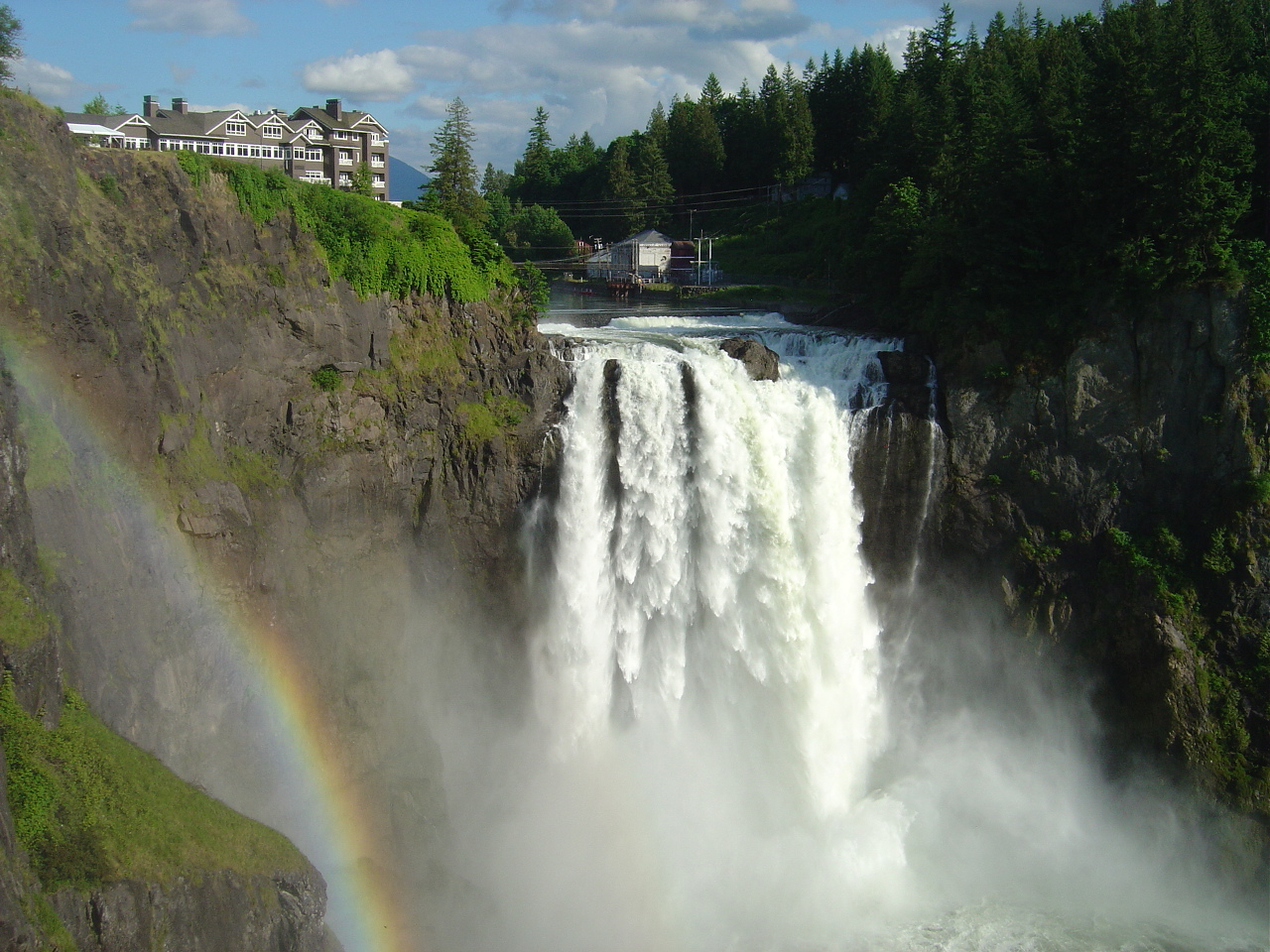
Cascadas de Snoqualmie en 2008.

Según el censo del año 2000,, ese año residían en Snoqualmie 1.631 habitantes, repartidos en 632 viviendas y 432 grupos familiares. La densidad de población era de 317,2 personas por milla² (122,5/km²).  Había en la ciudad 656 viviendass, con una densidad de 127.6/sq milla² (49.3/km²).
Según el censo del año 2000, el origen racial de la población se dividía en:
- 89.88% raza blanca
- 0.86% afroamericanos
- 2.58% nativos norteamericanos
- 1.90% asiáticos
- 0.06% nativos de islas del Pacífico
- 1.78% de otras razas
- 2.94% mezcla de varias razas.

Las personas de origen hispano incluidas en alguna de los grupos anteriores suponen un 5.21% de la población.
En el año 2000 había 632 viviendas habitadas, de las que el 38.8% tenían niños menores de 18 años, el 48.8% estaban habitadas por parejas casadas, el 14.1% estaban habitadas por una mujer sola sin marido presente y el 31.6% no albergaban familias.  En el 25.2% de todas las viviendas vivían una persona sola y en el 4.7% la persona sola tenía más de 65 años.  La media sitúa 2.58 personas por vivienda, mientras que el tamaño de las familias de 3.06 personas.
El 28.9% de la población es menor de 18 años, el 39.3% está entre los 18 y los 24 años, el 44.17% entre los 25 y 44 años, el 17.7% entre los 45 y 64 años, y el 6.2% es mayor de 65 años.  La media de edad está en los 32 años.  Por cada 100 mujeres mayores de 18 años hay 99.8 hombres.
La media de ingresos por vivienda es de US$ 52.697 anuales, mientras que la media de ingresos por familia es de US$ 58.889.  Los hombres tienen una media de ingresos de US$ 40,645, frente a los US$ 30,917 que ingresan las mujeres. La renta per cápita de la ciudad fue de US$ 22,239.  Alrededor del 6.1% de las familias y el 9.4% de la población vivían bajo el umbral de la pobreza, de los cuales el 16.9% eran menores de 18 años y el 1.7% eran mayores de 65 años.

## Sitios de interés
La ciudad de Snoqualmie ha designado los siguientes puntos de interés:
| Sitio de interés               | Construcción | Listado | Dirección                | Imagen                         |
| ------------------------------ | ------------ | ------- | ------------------------ | ------------------------------ |
| Centro histórico de Snoqualmie | 1889–1941    | 1997    | Railroad Avenue vicinity | Centro histórico de Snoqualmie |

## Personajes célebres
En una casa cercana a Snoquolmie Falls nació la actriz Ella Raines, el 6 de agosto de 1920.

## Ciudades hermanadas
Snoqualmie está hermanada con las siguientes ciudades:
- Gangjin, Corea del Sur
- Distrito de Chaclacayo, Perú